# Cynopterus brachyotis
Cynopterus brachyotis är en däggdjursart som först beskrevs av Müller 1838. Den ingår i släktet Cynopterus och familjen flyghundar.

## Beskrivning
En medelstor fladdermus med ett rävliknande ansikte, kort nos med rörformade näsborrar och stora, mörka ögon. Pälsen är kort och brun, vingarna är mörka och fläckiga. Kring nacken har djuren en "krage" som är mörkt orangefärgad hos hanen, gulaktig hos honan. Kroppslängden är 7 till 13 cm, vingbredden 30 till 46 cm, och vikten 30 till 100 g.

## Underarter
Catalogue of Life samt Wilson & Reeder (2005) skiljer mellan 8 underarter: 
- Cynopterus brachyotis brachyotis (Müller, 1838)
- Cynopterus brachyotis altitudinis Hill, 1961
- Cynopterus brachyotis brachysoma Dobson, 1871
- Cynopterus brachyotis ceylonensis Gray, 1871
- Cynopterus brachyotis concolor Sody, 1940
- Cynopterus brachyotis hoffeti Bourret, 1944
- Cynopterus brachyotis insularum K. Andersen, 1910
- Cynopterus brachyotis javanicus K. Andersen, 1910

## Utbredning
Denna flyghund förekommer i södra och sydöstra Asien. Utbredningsområdet sträcker sig över södra Indien och Sri Lanka samt från Bangladesh, nordöstra Indien och södra Kina till Borneo och Filippinerna.

## Ekologi
Arten är nattaktiv och förekommer i habitat som fruktträdgårdar, trädgårdar och skogar, gärna bevuxna med palmer. Den föredrar mer höglänta områden, men kan förekomma från havsytans nivå till 1 650 m.
Födan består av söta frukter, som arten troligen bara förtär saften av, och spottar ut fruktköttet. Främsta födan är mango, men den kan ta många olika, aromatiska frukter. Arten har få fiender förutom människan; i vissa kulturer äts arten.
Unga hanar lever ensamma, medan äldre hanar och honor lever i haremsliknande grupper om en hane och vanligen omkring 4 honor, även om antalet honor kan nå upp till 20. Det förekommer att hanarna tillverkar tältliknande bon av palmlöv, i vilka fladdermössen sover under dagen.
Honor föder en unge efter 105 till 120 dagars dräktighet. Den nyfödda ungen bärs av modern, som ger den di tills de är 40 till 45 dagar gamla. Även hanen hjälper till med ungarnas vård. Honorna blir könsmogna vid 5 till 6 månaders ålder, hanarna vid 15 till 20 månader. Arten blir 20 till 30 år gammal.

## Bevarandestatus
Lokala bestånd hotas av skogsröjningar och andra landskapsförändringar. Hela populationen bedöms som stor. IUCN kategoriserar arten globalt som livskraftig.

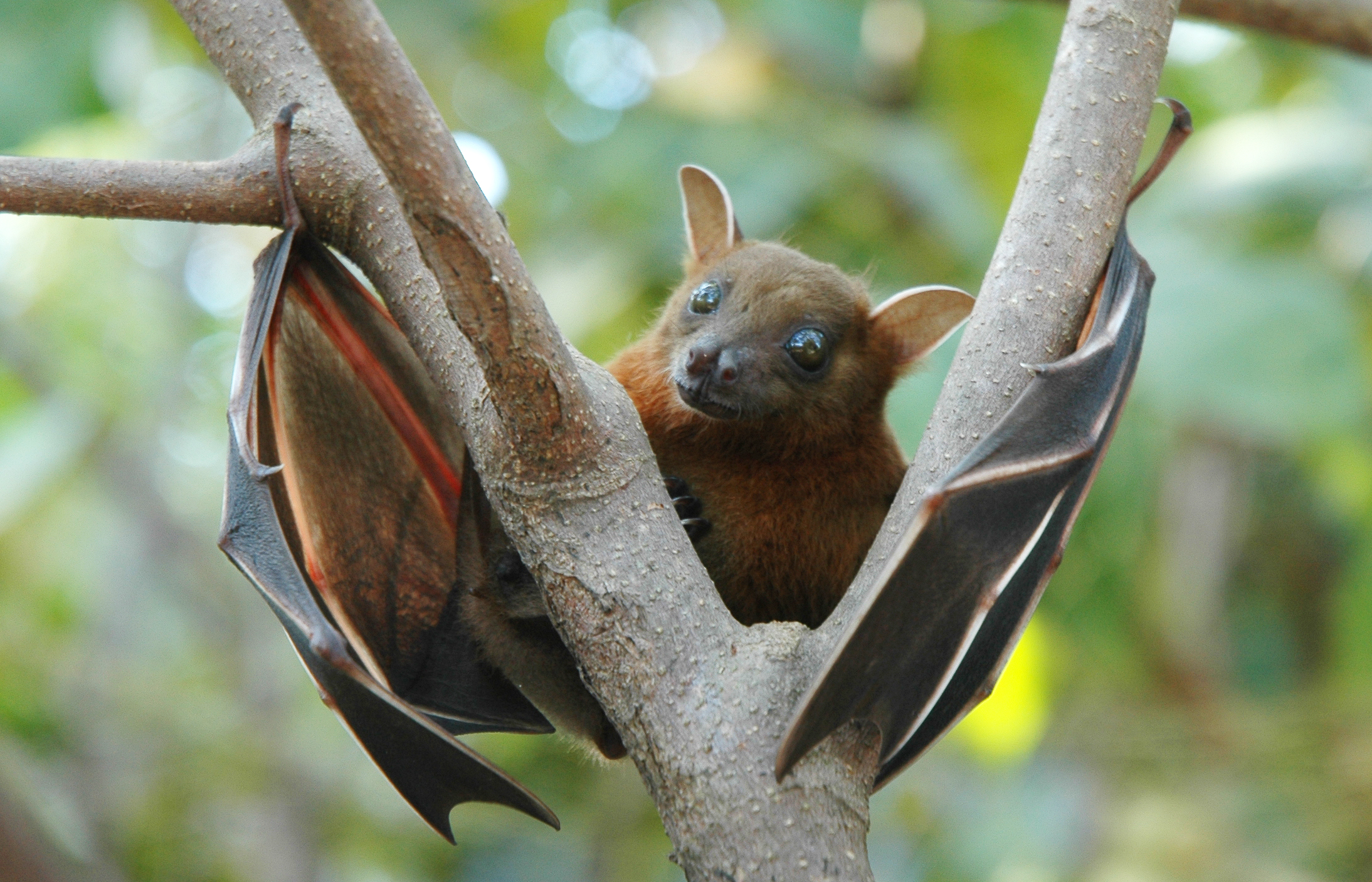
Cynopterus brachyotis på Sri Lanka.
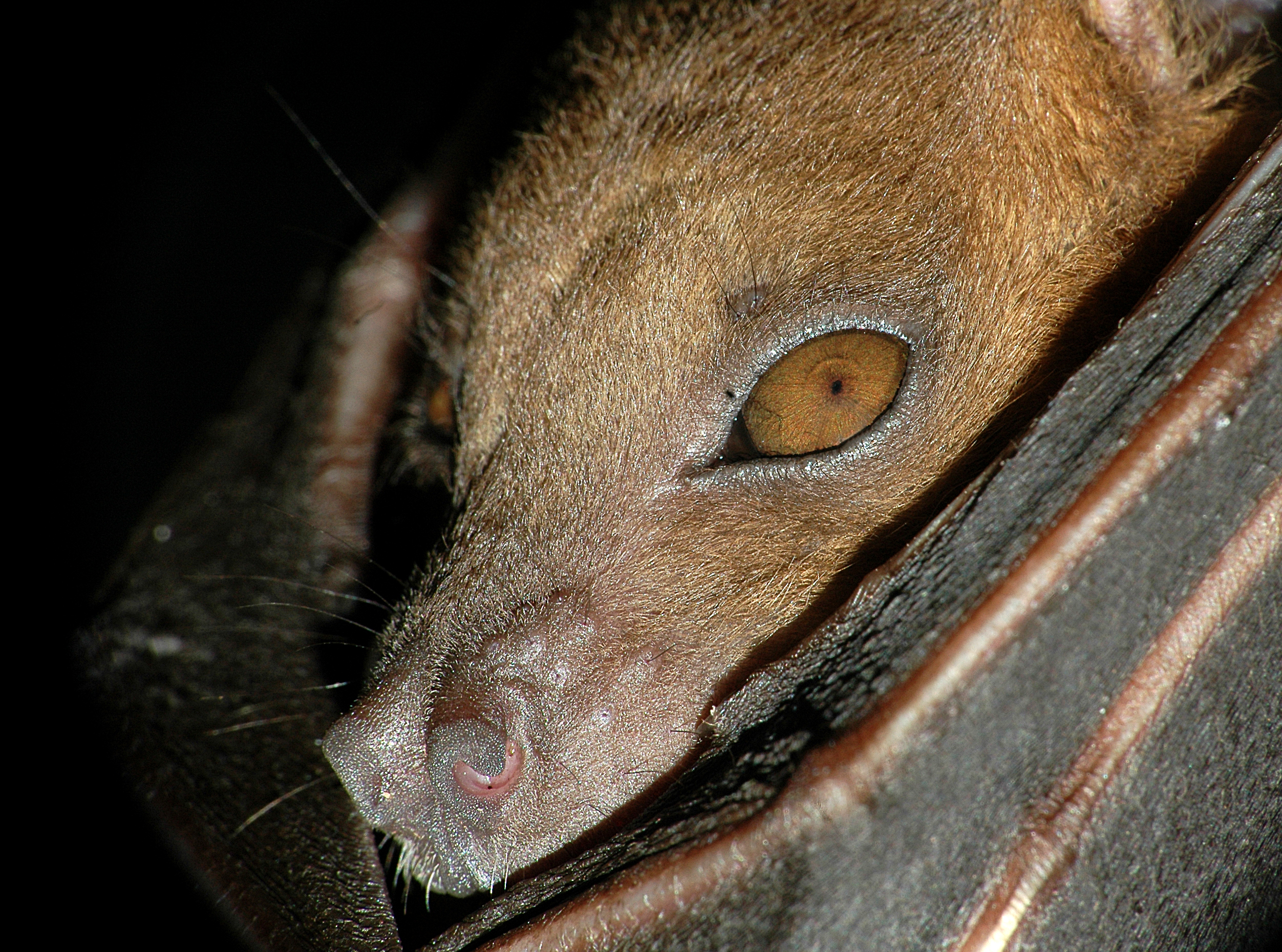
Närbild på huvudet.
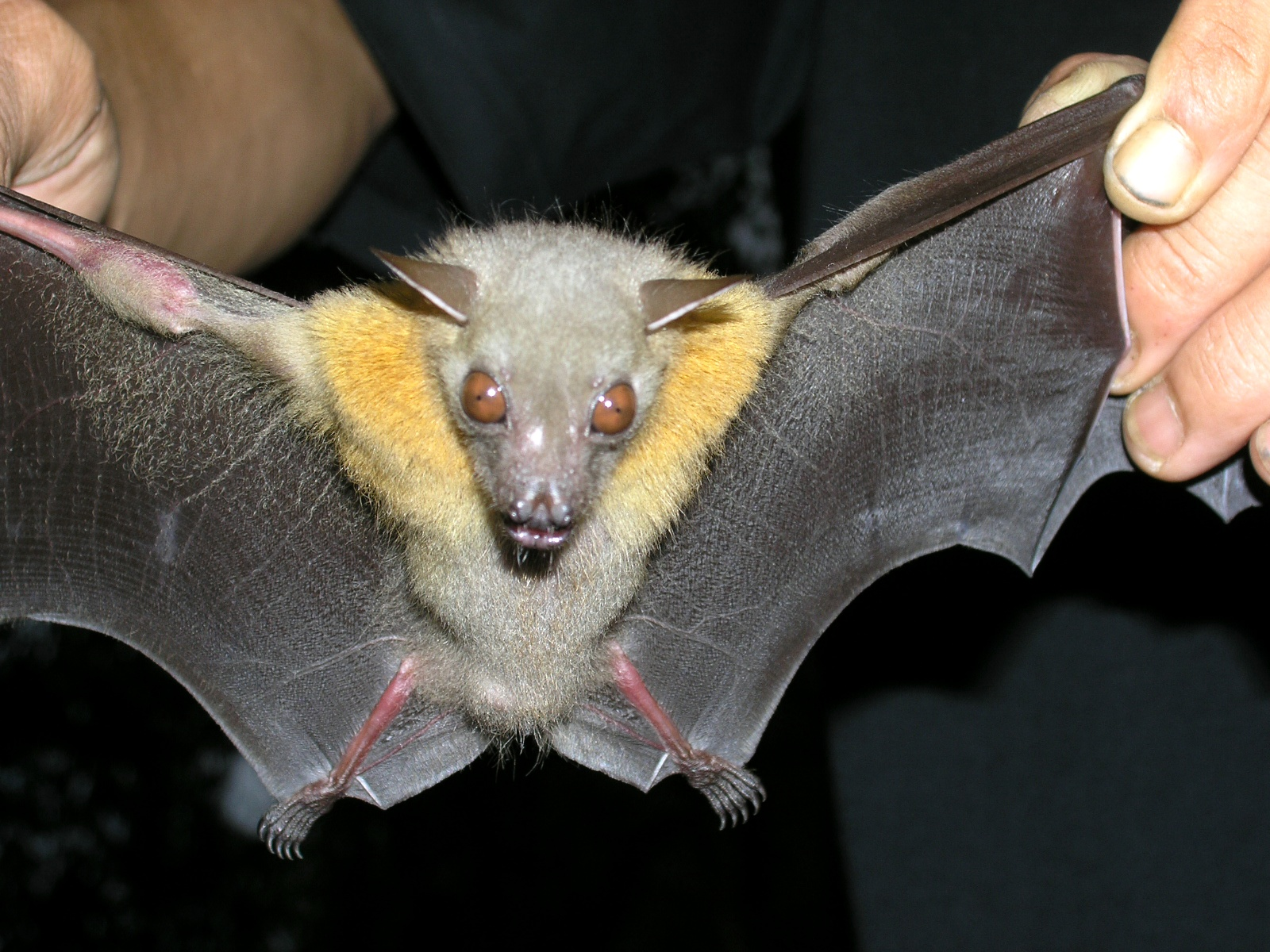
Individ från Filippinerna.